# Seiersberg-Pirka
Seiersberg-Pirka è un comune austriaco di 10 694 abitanti nel distretto di Graz-Umgebung, in Stiria. È stato creato il 1º gennaio 2015 dalla fusione dei precedenti comuni di Seiersberg e Pirka; capoluogo comunale è Seiersberg.